# Marten de Jong
Marten Roelof de Jong (Haren (Groningen), 18 februari 1934 – aldaar, 14 januari 2021) was een Nederlands politicus van de PvdA.
Voor hij de politiek in ging was hij van 1960 tot 1962 economiedocent op een hbs in Warffum, aansluitend tot 1973 op een hbs in Appingedam en daarna tot 1986 aan het Sint-Maartenscollege in Haren. Na vier jaar in de gemeenteraad van Haren te hebben gezeten, was hij vanaf 1978 aldaar tien jaar wethouder. In oktober 1988 werd De Jong waarnemend burgemeester van Loppersum, wat hij zou blijven tot de gemeentelijke herindeling van 1 januari 1990.
Hij overleed begin 2021 op 86-jarige leeftijd.